# Megadytes australis
Megadytes australis är en skalbaggsart som först beskrevs av Germain 1854.  Megadytes australis ingår i släktet Megadytes och familjen dykare. Inga underarter finns listade i Catalogue of Life.